# Иван I Кастриот
Иван Кастриот[a] или Ђон Кастриот (алб. Gjon Kastrioti), а негде Јован Кастриот (13?? — 4. маја 1437), био је средњовековни арбанашки племић, „господар Албаније” (у млетачким изворима) и „кнез Епира”. Управљао је областима Мат, Кроја, Мирдита и Дибер. Био је отац Скендербега.

## Породица
Према Музакијевој хроници из 1515. године, отац Ивана Кастриота био је Павле Кастриот који је држао села Сина и Доњи Гарди. По другим тумачењима, отац му је био Константин Кастриот. Села су се налазила на планини Кидна северозападно од Дебра. Иван је успео да прошири своју област на регион Мат. Иванова супруга Војислава била је ћерка господара Полога Гргура Голубића. Са њом је Иван имао деветоро деце: четири сина и пет кћери. Синови су се звали Станиша, Репош, Костантин и Ђурађ (Арбанас Константин Мусаћ је 1510. писао за Скендербега да је по рођењу Србин). Ћерке су се звале Мара, Јелена, Анђелина, Влајка и Мамица. Најстарија кћи, Марија Кастриот, била је удата за Музакија Топију.

## Биографија
Према неким изворима, Иван је учествовао на страни српског кнеза Лазара у бици код Плочника 1386. године против Турака. Неки чак победу приписују његовом учешћу тј. сарадњи са босанским трупама. Исте године је Иван, као многи арбанашки племићи, постао турски вазал. Као такав је 1402. године учествовао у бици код Ангоре на страни султана Бајазита I. Био је један од сведока споразума закљученог између Балше III Балшића (1403—1421) и Јелене са једне и Млетачком републиком са друге стране. Споразум је потписан 6. јуна 1408. године током Првог скадарског рата. Млечани су му 1412. године понудили 1000 дуката годишње провизије уколико пређе на њихову страну против Балше III. Иван је остао веран зетском владару. Исто су учинили и Ђурашевићи, браћа Ђурађ и Алекса. Иван је 1413. године прихватио врховну млетачку власт. Постао је држављанин Венеције заједно са својим наследницима. Одржавао је добре односе са Венецијом и након што је постао турски вазал, између 1415. и 1417. године. Млечани су покушали да подмите Кастриоте и Дукађиније да пређу на њихову страну у Другом скадарском рату 1419. године, али изгледа поново без успеха.
Иван Кастриот је између 1419. и 1426. године био савезник српског деспота Стефана Лазаревића, такође турског вазала. Балша је Стефану завештао Зету 1421. године, али Млечани се користе његовом смрћу да заузму градове којима је владао, укључујући и Дриваст. Августа 1421. године Стефан је на челу војске заузео Свети Срђ, Дриваст и Бар. Са Млечанима је закључио примирје. Они су држали само Улцињ и Будву. Када је следеће године Стефан затражио ове градове, Млечани су одбили да их предају те је рат настављен. Један део Иванових снага придружио се Стефану. Војском Кастриота управљао је Иванов најстарији син Станиша. Ове снаге учествовале су у деспотовом покушају да заузме Скадар, најзначајнији млетачки град у Зети. Уз помоћ локалне арбанашке властеле, Млечани су успели да разбију опсаду Скадра децембра 1422. године. Јануара следеће године они заузимају градове на Бојани и поткупљују неке племенске вође у Зети. Млетачки адмирал Франческо Бемба покушао је да подмити Ивана, Дукађиније и Коју Захарију (априла 1423.) да пређу на страну Млечана. Ови су то одбили. Ивану је понуђено 300 дуката. Иван је с времена на време морао на турски двор слати по једног сина као таоца. Он је 1428. године тражио од Венеције опроштај за учешће Скендербега у османској војсци против хришћана.
Покушавајући да умање притисак Турака на Солун који се налазио под опсадом, Млечани наводе Ивана да се 1428. године побуни против Турака. Султан Мурат је наредио Ивану да нападне млетачке поседе у Зети, али је овај отказао послушност. Због тога је од Млечана тражио азил у случају опасности. Априла 1430. године Турци заузимају Солун. Два Иванова дворца су такође заузели и уништили. Исак-бег је сабио Ивана на веома малу територију на којој су га оставили на миру. Био је терећен само за непослушност, али не и за издају. Иван се придружио неуспешном устанку против турске власти на челу са Ђорђем Аријанитом Комнином (1432—1436). Поново је поражен од стране Исак-бега.
Иван је умро 4. маја 1437. године. Његове области прикључене су територији Османског царства. Заведене су као земља Јуван-илија. Јуван је Иваново (Јованово) име на турском језику. До 1438. године девет села Ивана Кастриота поверена су његовом сину Ђурђу Кастриоту, познатијем као Скендербег.

## Држава
У Ивановој држави постојале су кефалије. Ова титула коришћена је у многим областима Албаније у то време (нпр. Канина и Валона). На Ивановом двору постојао је и челник са истим или сличним пословима као челници на двору Стефана Лазаревића или Ђурђа Бранковића. Прикупљање царина од дубровачких трговаца, извоз жита и трговина сољу доносили су значајне приходе Ивану Кастриоту. Млечани су покушали да уведу своје мерне јединице на пијацама у Скадру, Драчу и Алесију почетком 1410. године. Нове мерне јединице уносиле су забуну због чега се Иван жалио Венецији. Млечани су прихватили његове протесте те су враћене раније мерне јединице. Иван је 25. фебруара 1420. године написао писмо на српском језику дубровачким трговцима везано за наређење Стефана Лазаревића о путевима које трговци морају користити приликом доласка у Деспотовину. Иван им је гарантовао сигуран пролаз кроз своју земљу. Млечани су након Балшине смрти понудили Кастриоту део профита од трговине сољу произведене у Драчу. Иван је покушавао да избегне млетачки монопол на трговину сољу изградњом сопствених солана. Млечани су га спречили у томе.

### Религија
Изрека „Где је мач, ту је религија” приписује се Ивану Кастриоту. Као савезник Млетачке у Првом скадарском рату, Иван је био римокатолик. Прешао је у православље као савезник српског деспота у Другом скадарском рату, између 1419. и 1426. године. Године 1431. прешао је на ислам као вазал Османског царства. Даровао је манастиру Хиландару на Светој Гори 1426. године два села: Ростушу и Требиште.. Његов син Репош сахрањен је у Хиландару након смрти 25. јула 1431. године. Иван и његови синови, сем Станише, купили су између 1426. и 1431. године четири аделфата у цркви Светог Ђорђа на Светој Гори. У његову част је кула Светог Ђорђа на Хиландару позната као албанска кула (Арбанашки пирг). Према Фану Ноли, Иван Кастриот је умро као римокатолик. Према архиви манастира Хиландар, Иван је на Светој Гори постао монах под именом Јоаким. Умро је као православни монах.

## Повеља Ивана Кастриота Хиландару
Српски историчар Љубомир Ковачевић је ову повељу из 1426. објавио на савременом српском језику у првом броју листа Српске напредне странке Видело, а исти текст је објавио и Глас Црногорца 1906. Повеља је писана тадашњим српским књижевним језиком. Текст повеље гласи: По неисказаном милосрђу Господа мога Христа и помоћу пречисте владичице наше Госпође Богородице Хилендарске, ја гријешни и недостојни раб (слуга) Христа Бога, Иван Кастриот са синовима мојим Станишом, Репошем, Костадином и Ђурђем, договорисмо се, прилажемо светом манастиру колико смо у стању, а пребали Бог и пречиста Богомати нек приме овај наш мален прилог, ко удовици двије лепте. И приложих село Радостуше с црквом св. Богородице и село Требиште. А оба та села да су слободна од свију работа, великих и малих, са свима дажбинама осим харача и града, а све остало да је св. манастиру. И да нема над тим селима власти ни ћефалија, ни власник (чиновник) пчеле, нити даровних новаца, нити травнине ни торовнине, него да манастир узме све своје правине по закону тих села. И овај мој дар да остане сталан и непоколебљив. А кад Бог избере да ме нашљеди пошље смрти или да звалада овом земљом, или од мојих синова или од сродника или другог кога, и усуди се разорити овај мој дар који приложих преистој владиици, нашој госпођи Богородици Хилендарској, нека га разори Господ Бог..